# 斯蒂芬·基普罗蒂奇
斯蒂芬·基普罗蒂奇（英語：Stephen Kiprotich，1989年2月27日—），乌干达长跑运动员。在2012年伦敦奥运会马拉松比赛中，他以2:08:01的成绩夺冠。这成为乌干达自从1996年以来获得的首枚奖牌，更是自1972年以来的首枚金牌，也是该国首次获得的马拉松奖牌。

## 生平
他是家中7个孩子中最小的。小时侯，由于他患上了一种无法诊断的疾病，导致他错过了三年的小学学业。2004年至2006年，他离开体育运动到学校学习。之后，17岁的他搬到了肯尼亚的埃爾多雷特与埃利乌德·基普乔盖一起从事马拉松锻炼。他获得了位于纽约的公益跑步基金会的资助。
他受到了约翰·阿基-布阿很大的影响，约翰是基普罗蒂奇以前的乌干达唯一的奥运会金牌得主——在1972年慕尼黑奥运会上创造了400米跨栏的世界记录。
他取得的最好成绩是2011年在荷兰恩斯赫德马拉松创造的 2:07:20 。并在此创造了该项马拉松历史上的最好成绩，以及乌干达马拉松运动员的最好记录。在2012年的东京马拉松上，他以2:07:50的成绩获得第三名。
伦敦奥运会结束回国后，他受到了总统约韦里·穆塞韦尼（Yoweri Museveni）的热情接待，并获得8万美元国家奖金，政府还将为他父母建设一栋新房子；而乌干达国营媒体报导，公、民营企业已为他募款超过12万美元，目标金额是50万美元。他原来担任监狱警卫，已获提拔升官。